# 吉祥寺 (和歌山県有田川町)
吉祥寺は、和歌山県有田郡有田川町にある浄土宗の寺院である。薬師堂が国の重要文化財、粟生のおも講と堂徒式が国の重要無形民俗文化財に指定されている。

## 薬師堂
薬師堂は、岩倉神社の別当寺であった東福寺の建物として、室町時代の応永34年（1427年）に建立された茅葺き屋根の三間堂である。
厨子は墨書から明応2年（1494年）に造られたことが明らかであり、堂の建立から67年後に納められたものである。

## 粟生のおも講と堂徒式
毎年旧暦旧暦1月8日に、国の重要無形民俗文化財に指定されている粟生のおも講と堂徒式が執り行われる。

## 文化財

### 重要文化財
- 薬師堂
- 木造薬師如来坐像
- 木造聖観音立像
- 木造不動明王二童子立像
- 木造大日如来坐像
- 木造毘沙門天立像

本節の出典：“国指定文化財・有形文化財・美術工芸品”.   和歌山県教育委員会. 2020年3月28日閲覧。

### 重要無形民俗文化財
粟生のおも講と堂徒式